# Lleva
|  | Per a altres significats, vegeu «Lleva (servei militar)». |

En enginyeria mecànica, una lleva és un mecanisme fet d'algun material (fusta, metall, plàstic, etc.) que va subjecte a un eix i té un contorn amb forma especial (ovoide). D'aquesta manera, el gir de l'eix fa que el perfil o contorn de la lleva toqui, mogui, empenyi o connecti una peça coneguda com a seguidor. Hi ha dos tipus de seguidors, de translació i de rotació.

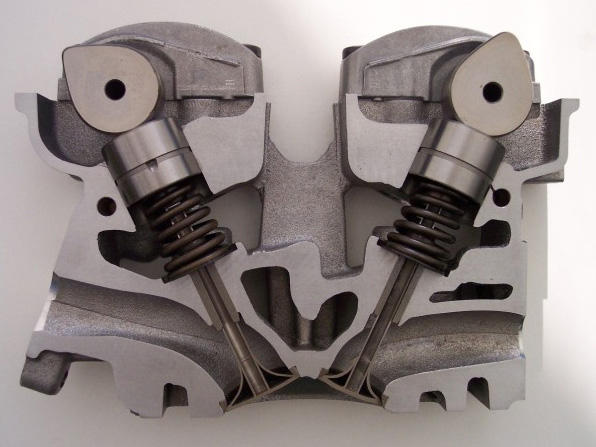
Arbre de lleves d'un motor.

La unió d'una lleva es coneix com a unió de punt en cas d'un pla o unió de línia en cas de l'espai. Si és necessari es poden agregar dents a la lleva per augmentar el contacte.
El disseny d'una lleva depèn del tipus de moviment que es vol imprimir en el seguidor. Com a exemples es tenen l'arbre de lleves del motor de combustió interna, el programador d'una rentadora, etc.
També es pot realitzar una classificació de les lleves quant a la seva naturalesa. Així, n'hi ha de revolució, de translació, desmodrómiques (aquestes són les que realitzen una acció de doble efecte), etc.
La màquina que s'usa per fabricar lleves es coneix com a "generadora".

## Disseny cinemàtic de la lleva

Moviment d'una lleva.

La lleva i el seguidor fan un moviment cíclic (360 graus). Durant un cicle de moviment el seguidor es troba en una de tres fases.
Pujada (Rise). Durant aquesta fase el seguidor ascendeix.
Repòs (Dwell). Durant aquesta fase el seguidor es manté a una mateixa altura.
Retorn (Return). Durant aquesta fase el seguidor desciendeix a la seva posició inicial.
Depenent del comportament que se li vulgui donar al moviment del seguidor dins d'aquestes variables (espai-velocitat-acceleració) és la forma en la qual es construirà la lleva.

## Llei fonamental del disseny de lleves
Les equacions que defineixen el contorn de la lleva i, per tant, el moviment del seguidor han de complir els requisits, de la que s'anomena llei fonamental del disseny de lleves:
- L'equació de posició del seguidor ha de ser contínua durant tot el cicle.
- La primera i segona derivades de l'equació de posició (velocitat i acceleració) han de ser contínues.
- La tercera derivada de l'equació (Sobreacceleració o jerk) no necessàriament ha de ser contínua, però les seves discontinuïtats han de ser finites.

Les condicions anteriors s'han de complir per evitar xocs o agitacions innecessàries del seguidor i la lleva, la qual cosa seria perjudicial per a l'estructura i el sistema en general.

## Diagrames
Són gràfiques que mostren la posició, velocitat, acceleració i sobreacceleració del seguidor en un cicle de rotació de la lleva. S'utilitzen per comprovar que el disseny proposat compleix amb la llei fonamental del disseny de lleves ..
svaj

## Software per disseny de lleves
Actualment, hi ha un programari desenvolupat anomenat Dynacam, que d'acord amb les dades de pujada, deteniment i baixada permet seleccionar les equacions de moviment i fa el dibuix de la lleva al costat dels diagrames SVAJ, a més de calcular les forces dinàmiques que actuen sobre la lleva.